# António Oliveira (football, 1958)
Pour les articles homonymes, voir António Oliveira et Oliveira.
António Oliveira, de son nom complet  	António Henriques Fonseca de Jesus Oliveira, est un footballeur portugais né le 8 juin 1958 à Moita. Il évoluait au poste de défenseur.

## Biographie
International, il possède 9 sélections en équipe du Portugal. Il fait partie du groupe portugais qui participe à la Coupe du monde 1986, jouant les trois matchs en tant que titulaire.

## Carrière
- 1978-1980 :  GD CUF
- 1980-1982 :  GD Quimigal
- 1982-1983 :  CS Marítimo
- 1983-1987 :  Benfica Lisbonne
- 1987-1990 :  CS Marítimo
- 1990-1994 :  SC Beira-Mar

## Palmarès

### En club
Avec le Benfica Lisbonne :
- Champion du Portugal en 1984 et 1987
- Vainqueur de la Coupe du Portugal en 1985, 1986 et 1987
- Vainqueur de la Supercoupe du Portugal en 1985